# Girl (pel·lícula de 2018)
Girl és una pel·lícula belga de gènere drama dirigida per Lukas Dhont. Aquesta va ser escrita per Dhont i Angelo Tijssens.
Es basa en la història de Lara, una noia transsexual de 16 anys, que somia a convertir-se en ballarina, però haurà d'enfrontar-se al tractament hormonal, lluitar amb la seva necessitat de veure's com a noia i cert assetjament de les seves companyes d'escola.
La pel·lícula va participar en Un Certain Regard en la selecció oficial del 71è Festival Internacional de Cinema de Canes de 2018. Va ser guanyadora Caméra d'Or i va obtenir un premi especial d'interpretació per a l'actor Victor Polster. També va ser nominada en el lliurament dels Globus d'or i va obtenir una nominació als Premis Goya com la millor pel·lícula europea. També, es va seleccionar com l'entrada belga per a la Millor Pel·lícula en llengua no anglesa en la 91a edició dels Premis Oscar, encara que no es va incloure en la llista de candidats de desembre. Va rebre nou nominacions als Premis Magritte, incloent-hi millor guió i millor actor per a Polster.
La versió doblada al català es va estrenar el 18 de juny de 2022 al canal La 2. També s'ha subtitulat al català.

## Sinopsi
Lara, una jove transgènere de 15 anys que aspira a ser una ballarina professional, es muda amb el seu pare francòfon, Mathias, i el seu germà menor per a assistir a una prestigiosa acadèmia de ball de parla holandesa. En sotmetre's a una teràpia de reemplaçament hormonal en preparació per a una cirurgia de reassignació de sexe, se sent frustrada pel lent progrés del tractament. A l'escola, ella tapa el seu penis amb cinta adhesiva durant les pràctiques de ballet i experimenta l'assetjament dels seus companys de classe. Pel fet que l'encintat ha causat una infecció.

## Repartiment
- Victor Polster com Lara
- Arieh Worthalter com Mathias, el pare de Lara
- Oliver Bodart com Milo com el germà menor de Lara
- Katelijne Damen com a Dr. Naert
- Valentijn Dhaenens com a Dr. Pascal
- Tijmen Govaerts com Lewis
- Alice de Broqueville com Loïs
- Magali Elali com Christine, amiga de Mathias
- Alain Honorez com Alain
- Chris Thys com Hannah
- Angelo Tijssens com Hendricks
- Marie-Louise Wilderjickx com Marie-Louise

## Producció

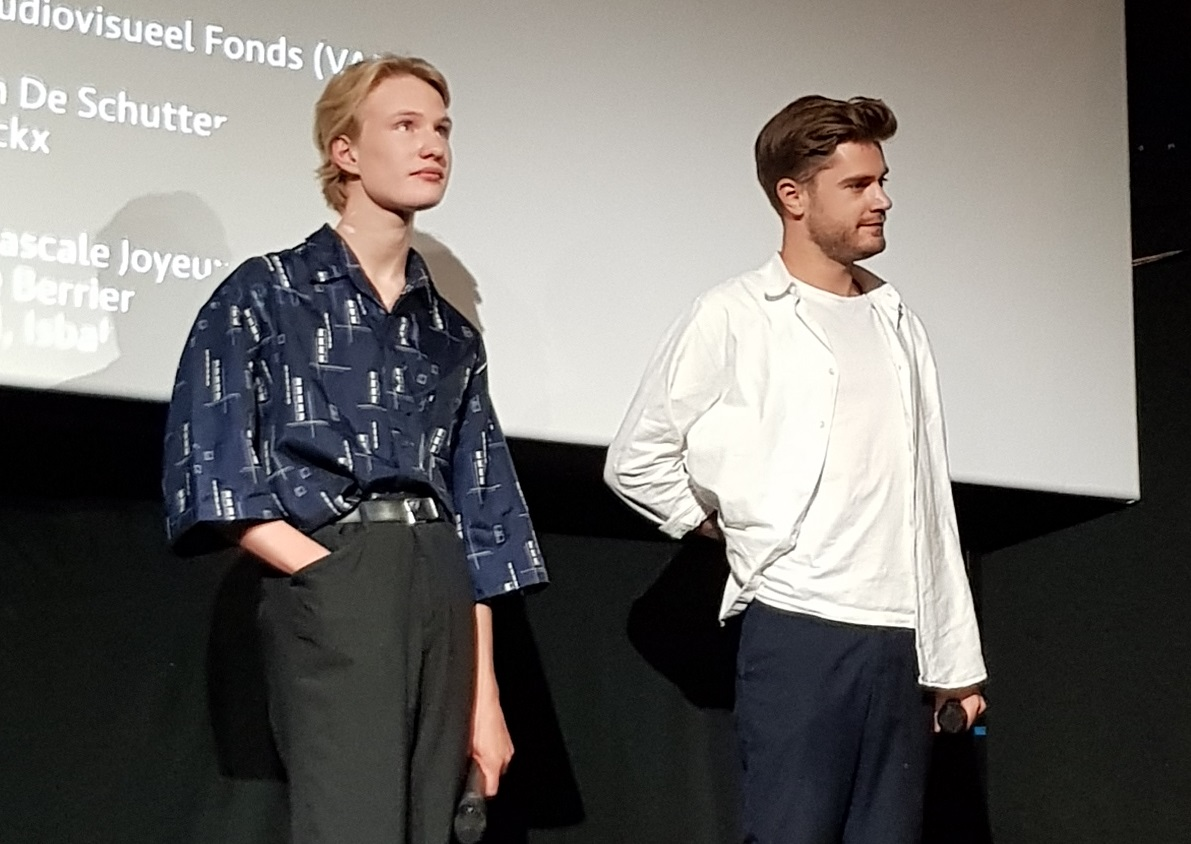
Victor Polster i Lukas Dhont en la premier de París.

La pel·lícula va ser inspirada per Nora Monsecour, ballarina professional i dona trans de Bèlgica. En 2009, Dhont, llavors de divuit anys i estudiant de cinema recentment inscrit, va llegir un article del periòdic sobre Monsecour. Dhont es va acostar a Monsecour per a fer un documental sobre ella, que ella va rebutjar. En canvi, després va passar a escriure una pel·lícula narrativa de ficció amb ella i Tijssens, encara que Monsecour va romandre sense acreditar pel seu desig. Dhont va consultar Monsecour, altres persones transgènere i professionals metges per la pel·lícula.
La selecció del paper principal es va realitzar sense tenir en compte el gènere dels actors. Després de no trobar un actor que pogués ballar i actuar a la seva sencera satisfacció entre les 500 persones d'entre 14 i 17 anys que audicionaren (set d'elles eren dones trans), els cineastes van començar a triar a la resta dels ballarins que apareixerien. en la pel·lícula. Va ser en aquest procés de càsting grupal que van trobar Polster. Monsecour va estar involucrada en el càsting de Polster i va ser present en el set durant el rodatge. La filmació va involucrar escenes de nus de Polster, llavors, amb el consentiment dels seus pares. La tripulació va tenir especial cura a no mostrar el seu rostre i la part inferior del cos en el mateix rodatge.

## Recepció de la crítica
Girl va tenir majorment crítiques positives."La pel·lícula manté sempre un to de veracitat infreqüent, i el relat no arriba a pics de morbositat indesitjada." va dir Pablo O. Scholz del diari Clarín. Peter Debruge, crític de Variety va dir "Un sorprenent debut tant per al director Lukas Dhont com per al protagonista Victor Polster". "Un debut intrigant (...) Té un aspecte increïble, no té por de tractar temes difícils i ofereix una actuació estel·lar del talentós actor i ballarí Victor Polster." va afegir Boyd van Hoeij de The Hollywood Reporter.
No obstant això, els activistes trans han estat molt crítics amb la pel·lícula.
Escrivint per a The Advocate, Ann Thomas, la fundadora d'una agència de talents trans, va defensar la pel·lícula, atribuint el càsting de l'actor masculí cis a la falta de joves actors trans que treballaven a Europa en el moment de la preproducció, i va descriure l'Els retrats de la pel·lícula com a precisos. Chase Johnsey, ballarí no binari, va descobrir que l'enfocament de la pel·lícula sobre la fisicalitat del protagonista era coherent amb la seva experiència com a ballarí de ballet, i va dir: "Les lluites que les persones trans i amb fluïdesa de gènere sovint tenen en el món del ballet estan amb el seu Cos, perquè és una forma d'art orientada al cos". Phia Ménard, un director i artista transgènere francès, també va trobar la pel·lícula consistent amb la seva experiència, i va comparar l'automutilació en la pel·lícula amb l'impuls suïcida dels adolescents.
Es va informar que Netflix estava actuant amb GLAAD i estava considerant agregar un advertiment per a acompanyar la pel·lícula i Dhont ha dit que hi donaria suport. El gener de 2019, The New York Times va informar que Netflix havia contactat a les organitzacions per a obtenir suggeriments sobre com redactar l'advertiment. El desembre de 2018, Netflix va organitzar una projecció de la pel·lícula a Los Angeles, a la qual es va convidar a persones queer i trans.

## Distincions

### Recompenses
| Premi de lliurament                           | Dades de cerimònia        | Categoria                                   | Nominat/a ! scope=col\| Resultat | Ref(s)     |        |
| --------------------------------------------- | ------------------------- | ------------------------------------------- | -------------------------------- | ---------- | ------ |
| Festival de Adelaide                          | 21 d'octubre de 2018      | Millor pel·lícula                           | Girl                             | Nominada   | [ 12 ] |
| Associació de crítics de cinema de Bèlgica    | 20 de desembre de 2018    | Premi André Cavens a la Millor Pel·lícula   | Girl                             | Guanyadora | [ 13 ] |
| 71è Festival Internacional de Cinema de Canes | 8–19 maig de 2018         | Premi FIPRESCI Un Certain Regard            | Girl                             | Guanyadora | [ 14 ] |
| 71è Festival Internacional de Cinema de Canes | 8–19 maig de 2018         | Caméra d'Or                                 | Lukas Dhont                      | Guanyador  | [ 14 ] |
| 71è Festival Internacional de Cinema de Canes | 8–19 maig de 2018         | Queer Palm                                  | Girl                             | Guanyadora | [ 14 ] |
| 71è Festival Internacional de Cinema de Canes | 8–19 maig de 2018         | Un Certain Regard a la Millor Interpretació | Victor Polster                   | Guanyador  | [ 14 ] |
| 71è Festival Internacional de Cinema de Canes | 8–19 maig de 2018         | Un Certain Regard                           | Girl                             | Nominada   | [ 14 ] |
| Premis César                                  | 22 de febrer de 2010      | César a la Millor pel·lícula estrangera     | Girl                             | Nominada   | [ 15 ] |
| CPH PIX Film Festival                         | 27 set. – 10 Oct. de 2018 | Grand PIX al Millor nou talent              | Lukas Dhont                      | Nominat    | [ 16 ] |
| European Film Awards                          | 15 de desembre de 2018    | Millor Pel·lícula                           | Girl                             | Nominada   | [ 17 ] |
| European Film Awards                          | 15 de desembre de 2018    | Millor Actor                                | Victor Polster                   | Nominat    | [ 17 ] |
| European Film Awards                          | 15 de desembre de 2018    | Descobriment de l'any                       | Girl                             | Guanyadora | [ 17 ] |
| Globus d'Or                                   | 6 de gener de 2019        | Millor Pel·lícula de parla no anglesa       | Girl                             | Nominada   | [ 18 ] |
| ICFF "Manaki Brothers"                        | 22-29 Set 2018            | Càmera d'Or                                 | Frank van den Eeden              | Nominat    | [ 19 ] |
| Jerusalem Film Festival                       | 22-29 Sept. 2018          | Pel·lícula Internacional                    | Lukas Dhont                      | Nominat    | [ 20 ] |
| Les Arcs European Film Festival               | 16–23 Des. 2017           | TitraFilm Prize                             | Lukas Dhont                      | Guanyadora | [ 21 ] |
| Lisbon Gay & Lesbian Film Festival            | 14-22 Sept. 2018          | Premi d'Audiència                           | Girl                             | Guanyadora | [ 22 ] |
| Lisbon Gay & Lesbian Film Festival            | 14-22 Sept. 2018          | Millor Actor                                | Victor Polster                   | Guanyador  | [ 22 ] |
| London Film Festival                          | 10–21 Oct. 2018           | Millor Primera Pel·lícula                   | Lukas Dhont                      | Guanyador  | [ 23 ] |
| Premis Magritte                               | 2 de febrero de 2019      | Millor pel·lícula                           | Girl                             | Guanyadora | [ 24 ] |
| Premis Magritte                               | 2 de febrero de 2019      | Millor Actor                                | Victor Polster                   | Guanyador  | [ 24 ] |
| Premis Magritte                               | 2 de febrero de 2019      | Millor actor de Repartiment                 | Arieh Worthalter                 | Guanyador  | [ 24 ] |
| Premis Magritte                               | 2 de febrero de 2019      | Millor Guió                                 | Lukas Dhont i Angelo Tijssens    | Guanyadors | [ 24 ] |
| Premis Magritte                               | 2 de febrero de 2019      | Millor fotografia                           | Frank van den Eeden              | Guanyador  | [ 24 ] |
| Premis Magritte                               | 2 de febrero de 2019      | Millor Disseny de Producció                 | Philippe Bertin                  | Nominat    | [ 24 ] |
| Premis Magritte                               | 2 de febrero de 2019      | Millor vestuari                             | Catherine van Bree               | Nominat    | [ 24 ] |
| Premis Magritte                               | 2 de febrero de 2019      | Millor So                                   | Yanna Soentjens                  | Guanyadora | [ 24 ] |
| Premis Magritte                               | 2 de febrero de 2019      | Millor Muntatge                             | Alain Dessauvage                 | Nominat    | [ 24 ] |
| Melbourne International Film Festival         | 2–19 Agos. 2018           | Millor Narració                             | Girl                             | Nominada   | [ 25 ] |
| French National Center of Cinematography      | 30 Nov. 2018              | Pel·lícula de l'any                         | Girl                             | Finalista  | [ 26 ] |
| Odesa International Film Festival             | 13–21 Julio de 2018       | Millor Pel·lícula internacional             | Girl                             | Nominada   | [ 27 ] |
| Odesa International Film Festival             | 13–21 Julio de 2018       | Millor Actuació                             | Victor Polster                   | Guanyador  | [ 27 ] |
| Ostend Film Festival                          | 7-15 Set. 2018            | Millor Debut                                | Lukas Dhont                      | Guanyador  | [ 28 ] |
| Palić Film Festival                           | 14–20 Jul. 2018           | Millor Pel·lícula                           | Girl                             | Guanyadora | [ 29 ] |
| Festival de Filadèlfia                        | 18–28 Oct. 2018           | Millor primera pel·lícula                   | Lukas Dhont                      | Nominat    | [ 30 ] |
| Pingyao International Film Festival           | 11–20 Oct. 2018           | Premi de decisió del públic                 | Girl                             | Guanyadora | [ 31 ] |
| Festival de Sant Sebastià                     | 21-29 Sept. 2018          | Millor Pel·lícula                           | Girl                             | Guanyadora | [ 32 ] |
| Festival de Sant Sebastià                     | 21-29 Sept. 2018          | Millor pel·lícula europea                   | Girl                             | Guanyadora | [ 32 ] |
| Festival de Sant Sebastià                     | 21-29 Sept. 2018          | Millor pel·lícula LGBT (Premi Sebastiane)   | Girl                             | Guanyadora |        |
| Festival de Sevilla                           | 9–17 Nov 2018             | Millor Película LGBT (Ocaña Award)          | Girl                             | Nominada   | [ 33 ] |
| Festival de cinema d'Estocolm                 | 7–18 Nov. 2018            | Millor Pel·lícula                           | Girl                             | Guanyadora | [ 34 ] |
| Festival de cinema d'Estocolm                 | 7–18 Nov. 2018            | Millor Actor                                | Victor Polster                   | Guanyador  | [ 34 ] |
| Thessaloniki International Film Festival      | 1–11 Nov. 2018            | Millor temàtica LGBTQI                      | Girl                             | Nominada   | [ 35 ] |
| Zurich Film Festival                          | 27 sept. – 7 Oct. 2018    | Mellor pel·lícula internacional             | Girl                             | Guanyadora | [ 36 ] |